# Законодателно събрание (Франция)
Законодателното събрание (на френски: Assemblée législative) е законодателен орган на Франция по време на Френската революция от 1 октомври 1791 до 20 септември 1792 г. То е център на политическите дебати и революционното законодателство и хронологически се намира между Националното Учредително събрание и Националния Конвент.

## Състав
Националното Учредително събрание се разпуска на 30 септември 1791. По предложение на Робеспиер то е постановило, че нито един от неговите членове няма право да участва в изборите на следващия законодателен орган. Според приетата френска конституция това е Законодателното събрание, работило в периода от 1 октомври 1791 до 20 септември 1792 г.
Законодателното събрание провежда първото си заседание на 1 октомври 1791. Броят на депутатите е 745 души, главно от средната класа. Участниците са предимно млади, и тъй като нито един от тях не е бил в предишното събрание, на тях в голяма степен им липсва политически опит в национален мащаб. Те като правило, са хора, които са си извоювали име благодарение на една успешна политическа кариера на местно ниво.
Законодателното събрание продължава традицията на разделяне на политическия спектър като ляво-десен, което все още широко се използва днес. Отдясно в събранието е групата на около 260 „фьойани“, чиито водачи, маркиз дьо Лафайет и Антоан Барнав, остават извън състава му, тъй като са били членове на Учредителното събрание. Те са запалени конституционни монархисти, твърдо подкрепящи краля срещу народните вълнения.
Отляво са 136 якобинци (те все още включват партиите, по-късно станали известни като монтаняри и жирондисти). Техните най-известни лидери са Жак Пиер Брисо, философът Кондорсе и Пиер Вернио. Тази група черпи своето вдъхновение от по-радикалните тенденции на епохата на Просвещението, смята емигрантите-дворяни за предатели, и поддържа антиклерикализма. Те са подозрителни към Луи XVI, някои от тях се изказват в полза на разпалването на война с Европа, която да разпространи в съседните монархии новите идеали за свобода и равенство, както и за да изпита лоялността на краля.
Останалата част от камарата, 345 депутати, най-общо не принадлежат към никоя определена партия. Те са известни като „равнината“ (Ла плен) или „блатото“ (Le Marais). Те подкрепят идеалите на революцията и като правило клонят в посока наляво, но също така понякога подкрепят предложения от дясното.
Кралските министри не са в състава на събранието.

## Отношения с краля
В началото взаимоотношенията на Законодателното събрание и краля не са много приятелски. Луи XVI отказва да приеме делегация от депутати, а на свой ред събранието му забранява пищната церемония, която съпровожда неговото посещение, макар че след това преразглежда решението си и кралското обръщение е общо взето добре прието.
Още в първите години на революцията множество благородници емигрират, като се надяват от чужбина да организират въоръжена съпротива срещу революцията с помощта на европейските монархии. На 9 ноември 1791 г. събранието приема декрет, според който ако емигрантите (émigrés), събрани по границите, не се разпръснат до 1 януари, са заплашени от смъртно наказание и конфискация на имуществото. Декретът е насочен към активните участници във въоръжена борба или дипломация срещу Франция и е сравнително снизходителен към онези, които просто са избягали в чужбина. Сред емигрантите голямо влияние имат братята на краля; Луи не ги обича и е недоволен от техните действия в чужбина, които усложняват и дори застрашават положението му. Въпреки това той не иска да одобри този декрет и му налага вето, за което има право по конституция. Все пак кралят одобрява друг декрет от 30 октомври, според който най-големият му брат Луи Станислас Ксавие (бъдещият Луи XVIII) трябва да се завърне във Франция в срок от два месеца, в противен случай ще бъде лишен от правата си като регент.
Продължавайки антиклерикалната кампания на Учредителното събрание, на 29 ноември 1791 г. депутатите постановяват, че свещениците, които не положат клетва за вярност към Гражданската конституция в срок от осем дни, ще бъдат лишени от заплащане и ги заплашва депортиране. Кралят напълно съзнателно налага вето и на този декрет. Тази негова постъпка дава силно оръжие в ръцете на неговите врагове в Законодателното събрание.

## Начало на революционните войни
Неуспешното бягство на крал Луи XVI през юни 1791 ускорява обединението на съседните на Франция държави, които дотогава възприемат революцията само като поредните безредици. Съвместната Пилницка декларация на Прусия и Австрия от 27 август 1791 г. е в подкрепа на възстановяването на реда и на монархията във Франция и вече заплашва с колективни военни действия. Самият Луи разглежда войната в благоприятна светлина, надявайки се евентуално военно поражение на Франция да възстанови неговата абсолютна власт. И макар че по време на Учредителното събрание царят пацифистки настроения, изразени в чл. 6 на конституцията: „Френската нация се отказва да предприеме каквато и да е война със завоевателна цел“, настроението бързо се променя с нарастващата външна опасност.
Законодателното събрание вече има склонност към война, за да разпространи революцията извън Франция. Идеята се пропагандира от жирондинците, за които войната е продължение на революцията, и намира поддръжка сред народа. Монтанярите и якобинците обаче се противопоставят на войната, защото смятат, че революцията има достатъчно вътрешни врагове. Жирондинците и кралят успяват да надделеят, особено след като през март е съставено правителство, в което доминират жирондистите, и на 20 април 1792 г. Законодателното събрание обявява война на „краля на Бохемия и Унгария“ (т.е. на Хабсбургската монархия в Австрия), а след няколко седмици кралство Прусия се присъединява на страната на Австрия. Първите сражения са катастрофални за французите, а вината за това се хвърля върху кралския двор и жирондисткото правителство. В страната все по-често се отправят призиви за премахване на монархията, подклаждани от якобинските клубове. В края на май Законодателното събрание приема два декрета – за депортиране на свещениците, които не са положили клетва към Гражданската конституция, и за разпускане на кралската гвардия, като се обявява набор на 20 000 гвардейци – федерати, които да се разположат на лагер край Париж. Кралят упражнява своето право на вето и върху двата декрета.
През юни все по-често се отправят призиви за премахване на монархията, подклаждани от Якобинския клуб и филиалите му в страната. Обстановката в Париж става все по-неспокойна. Правителството на жирондистите е сменено с ново, на фьойани, но това още повече задълбочава разрива между краля и събранието. На 20 юни народът нахлува в Тюйлери, където кралското семейство живее от октомври 1789 г., и настоява той да оттегли ветото си и да одобри декретите, но той отказва, макар че слага на главата си червено боне на санкюлот и вдига наздравица за нацията. За да му окаже подкрепа, маркиз дьо Лафайет напуска армията и лично се явява в събранието с обръщение от офицерите, в което се настоява за разпускане на терористичните клубове, за възстановяване на върховенството на закона и конституцията, за запазване на достойнството на кралската институция, но в резултат само събужда враждебност от страна на депутатите.

## Въстание от 10 август 1792 г.
На 10 август 1792 г. около 20 хиляди бунтовници обкръжават кралския дворец в Тюйлери. Щурмът е кратък, но кръвопролитен. На нападателите оказват съпротива няколко хиляди войници от швейцарската гвардия – почти всички те са убити при Тюйлери или в парижките затвори в хода на последвалите т.нар. „септемврийски кланета“. При щурма кралското семейство е принудено да търси закрилата на Законодателното събрание. Това спасява живота му, но под натиска на народните искания събранието решава да отстрани окончателно Луи XVI и да проведе нови избори за Конвент.
От този момент, в течение на няколко месеца, най-висшите революционни органи – националното Законодателно събрание и последвалият го Конвент се намират под силното влияние и натиск на народните маси (санкюлотите) и в редица случаи са принудени да изпълняват непосредствените искания на тълпите, обкръжили сградата на заседанията. Исканията включват ограничаване на либерализацията на търговията, предприета по-рано, замразяване на цените, заплатите и жестоко преследване на спекулантите. Указаните мерки са приети по време на якобинската диктатура и просъществуват чак до арестуването на Робеспиер през юли 1794 г.